# Pilomedaeus
Pilomedaeus is een geslacht van kreeftachtigen uit de klasse van de Malacostraca (hogere kreeftachtigen).

## Soort
- Pilomedaeus okutanii Takeda & Komatsu, 2011